# Alexander Ross Clarke
Alexander Ross Clarke (Reading, 16 de dezembro de 1828 — Reigate, 11 de fevereiro de 1914) foi um geodesista britânico.
É lembrado principalmente por seu trabalho em definir diferentes elipsoides de referência aproximando a forma da geoide.
Clarke nasceu em 16 de dezembro de 1858 em Reading, Inglaterra. Passou sua infância na colônia britânica da Jamaica, até que seus pais voltaram para a Inglaterra.
Em 1 de outubro de 1847 entrou para o exército britânico e foi designado para os engenheiros reais. Seu treinamento foi em Chatham, na Escola de Engenharia Militar. Em 1850 foi transferido para a Ordnance Survey em Southampton.
De 1851 a 1854 Clarke serviu no Canadá, onde casou com Frances Dixon in 1853. Eles tiveram quatro filhos e nove filhas.
Ao retornar para a Inglaterra serviu novamente a Ordnance Survey em Southampton, onde tornou-se diretor do departamento de medições em 1856. Em 1858 publicou seu primeiro artigo sobre a história da agrimensura no Reino Unido. Em 5 de junho de 1862 foi eleito membro da Royal Society.
Em 1866 descreveu um novo elipsoide de referência, conhecido como Clarke 1866 e ainda usado atualmente, particularmente em países de língua inglesa. Em seu livro de 1880 Geodesy ele descreve um elipsoide diferente, conhecido como Clarke 1880, que é usado principalmente na África.
Após servir 27 anos na Inglaterra, ele foi obrigado a prestar serviço no exterior. Ao receber o aviso de transferência, Clarke demitiu-se. Pouco depois retirou-se da Royal Society, por razões financeiras.
Em outubro de 1883 Clarke foi o delegado britânico na conferência de geodésia em Roma, e em 1884 representou o Reino Unido na International Geodetic Conference.
Foi laureado com a Medalha Real da Royal Society, sendo reeleito membro e suas dívidas foram perdoadas.
Alexander Ross Clarke morreu em 11 de fevereiro de1914 em Strathmore, Reigate, Surrey.